# Baphia madagascariensis
Baphia madagascariensis är en ärtväxtart som först beskrevs av Amos Arthur Heller, och fick sitt nu gällande namn av Amos Arthur Heller. Baphia madagascariensis ingår i släktet Baphia och familjen ärtväxter. Inga underarter finns listade i Catalogue of Life.